# Sumpor
Sumpor je kemijski element atomskog (rednog) broja 16 i atomske mase 32,065(5) . U periodnom sustavu elemenata predstavlja ga simbol S.
Sumpor je na sobnoj temperaturi krutina u finom prahu bez mirisa svijetložute boje.

## Svojstva sumpora
Gustoća (25 °C)/(g/cm3) rompski 2,07, a monoklinski 1,95.

Koeficijent elektronegativnosti je 2,6.

Građa molekule je najčešće S8.

Oksidacijski brojevi u spojevima –II, II, IV, VI.

Talište 112,8 rompski, a 119,0 °C monoklinski (a daljnjim zagrijavanjem mijenja boju od svijetložute do crvenosmeđe).

Atomski radijus 103 pm.

Energija veze 264 kJ mol-1.

Energija ionizacije 1000 pri 0 K u kJ mol-1.

Elektronegativnost po Paulingu 2,5.

## Svojstva
Mirisom podsjeća na šibice, lagan je i mekan. Netopljiv u vodi, ali je topljiv u nepolarnim otapalima, primjerice ugljikovu disulfidu (CS2), tetetraklorugljiku (CCl4) i toluenu (C6H5CH3). Slab je vodič topline i elektriciteta.

Gori plavičastim plamenom pri čemu nastaje sumporov dioksid (SO2). Na povišenim temperaturama tvori spojeve s klorom, ugljikom, željezom i drugim elementima.
Kristali su mu žute boje, a najčešće se pojavljuje kao sulfat i sulfit, ili čak kao elementarni sumpor (posebno u blizini vulkana). Najčešće ga nalazimo u solima (mineralima) sfalerit i pirit. Amorfni sumpor se često naziva "sumporni cvijet".
Sumpor je, vjerojatno, element s najviše alotropskih modifikacija (više od 30), ali su pri sobnoj temperaturi dvije kristalne modifikacije stabilne – rompska i monoklinska.

Pri sobnoj temperaturi molekule elementarnog sumpora imaju prstenastu strukturu od osam atoma sumpora (S8) međusobno povezanih jednostrukim kovalentnim vezama.
Sumpor je kemijski reaktivan element, ali manje od kisika. Na povišenoj temperaturi, reagira izravno s gotovo svim elementima pri čemu nastaju sulfidi u kojima je oksidacijski broj sumpora –II. Sumpor u spojevima ima i pozitivne oksidacijske brojeve (II, IV, VI) jer pri nastajanju spojeva sumpora, u kemijskoj vezi mogu sudjelovati i d-orbitale. Većina smjesa sa sumporom smrdi po pokvarenim jajima.

### Alotropske modifikacije
Sumpor tvori preko trideset čvrstih alotropa, više ih ima samo ugljik. Na sobnoj temperaturi postojana su dva kristalna oblika -rompski i monoklinski sumpor. U prirodi se najčešće nailazi na α-sumpor, poznat i kao žuti ili rompski sumpor. Žuti sumpor nije topiv u vodi, a teško je topiv u ostalim otapalima, osim u sumporougljiku. U čistom obliku ima karakterističnu žutozelenu boju. Dobar je električni izolator, a slab vodič topline.
Kristali žutog sumpora imaju oblik romba (S8 - rombohedralna struktura).
Na temperaturi od 95,3 °C α-sumpor prelazi u β-sumpor, u kristale u obliku štapića. Ovu formu karakterizira manja gustoća od α-sumpora (1,96 kg/dm3 u odnosu na 2,07 kg/dm3).

## Dobivanje i uporaba sumpora
Sumpor je jedan od najstarijih poznatih elemenata, a spominje se već i u Bibliji. Sumpor se u prirodi može naći u elementarnom stanju na površinskim dijelovima Zemljine kore, iako je zastupljenost sumpora u Zemljinoj kori vrlo mala, a u mineralima i rudama znatna. Ako se uzme u obzir zastupljenost elemenata samo u rudama i mineralima, tada je sumpor treći, odmah iza kisika i silicija.
Iako su ga alkemičari u srednjem vijeku iscrpno opisali, elementarnu prirodu sumpora spoznao je tek Lavoisier 1777. godine.
Minerali sumpora uglavnom su sulfidi i sulfati, od kojih su najvažniji pirit, halkopirit, galenit, cinabarit i sadra.

Najvažniji minerali sumpora su:
- pirit (FeS2)
- sfalerit (ZnS)
- halkopirit (CuFeS2)
- galenit (PbS)
- cinabarit (HgS)
- sadra (CaSO4 x 2H2O).

Najveći svjetski proizvođač sumpora su SAD. Podzemne naslage sumpora se tale vodenom parom zagrijanom na 160 °C te se pumpama izvlače na površinu, gdje se otopljeni sumpor skladišti u drvene sanduke i nakon hlađenja transportira dalje. Ovaj način proizvodnje sumpora naziva se Fraschov postupak, prema njemačkom kemičaru Hermanu Fraschu.

Iz ležišta u kojima je u elementarnom stanju sumpor se vadi taljenjem ili iskapanjem. Ako se sumpor nalazi u zemlji ispod naslaga pijeska, ne množe se kopati, već se do njega dolazi primjenom Fraschova postupka.

Tim se postupkom do sumpora dopire Fraschovom trocijevnom sondom. Kroz vanjsku se cijev crpkom tlači pregrijana vodena para kojom se sumpor rastali. Vrući zrak pod tlakom, koji dolazi kroz srednju cijev, potiskuje rastaljeni sumpor prema površini, gdje se lijeva u kalupe. Na taj način se dobiva relativno čist sumpor (98 – 99,5%).
Sve više sumpora dobiva se iz sumporovodika, koji se u prirodi često pojavljuje kao sastojak prirodnog plina. Nalazi se i u mnogim industrijskim i tehničkim plinovima, koji se pročišćavaju oksidacijom sumporovodika prije daljnje uporabe ili ispuštanja u atmosferu.
Dio se sumpora se dobiva iz sumporova(IV) oksida. Tehnički plinovi, nastali npr. prženjem sulfidnih ruda, sadrže znatne količine sumporova(IV) oksida. Iz njega se sumpor dobiva redukcijom s vrućim koksom ili plinovima koji sadrže ugljikov monoksid, vodik ili metan.

Sumpor se osim u elementarnom stanju rabi i kao polazna sirovina za proizvodnju mnogih tehnički važnih spojeva, posebice sumporne kiseline.
Uporaba sumpora je raznolika: u medicini, proizvodnja najbitnije kiseline u industriji; sumporne kiseline, te proizvodnja ugljikova disulfida. Sumpor se najviše upotrebljava kao jedna od sirovina za gnojiva, insekticide, fungicide, lijekove, organske boje, barut, žigice, pošto ima široku izdržljivost koristi se za proizvodnju automobilskih guma (vulkanizacija gume), također se koristi za sumporenje bačvi u vinogradarstvu.

## Anorganski spojevi sumpora
Sumpor s kisikom tvori više oksida, ali su stabilna samo dva: sumporov(IV) oksid (SO2) i sumporov(VI) oksid (SO3).
Vodena otopina sumporova(IV) oksida sadrži uglavnom molekule sumporova(IV) oksida (SO2) te vrlo malo oksonijevih (H3O+), hidrogensulfitnih (HSO3-) i sulfitnih iona. Njezin sastav ovisi o temperaturi i pH-vrijednosti otopine. Po tradiciji takva se otopina naziva sumporastom kiselinom.
- Ugljikov disulfid (CS2) je lako zapaljiva tekućina, otrovnih para, niska vrelišta (46,2 °C), odlično je otapalo za fosfor, sumpor, selen, brom, jod, masti, smole, kaučuk.

## Organski spojevi sumpora
Od organskih sumpornih spojeva važni su u prvom redu:
- tioli,
- sulfidi (tioeteri),
- sulfati
- sulfiti
- sulfoksidi,
- sulfonske kiseline,
- urea,
- i neki heterociklički spojevi.

Među najpoznatije spojeve sumpora s halogenim elementima ubrajaju se:
- Sumporov(I) klorid (S2Cl2) je narančasta tekućina, koja služi za hladnu vulkanizaciju kaučuka.
- Sumporov heksafluorid (SF6) je neotrovan plin, a rabi se kao izolator u visokonaponskim uređajima.
- Tionil-klorid (SOCl2) je bezvodni elektrolit u galvanskim člancima.
- Sulfuril-klorid (SO2Cl2) je sredstvo za selektivno kloriranje.

Tu spada i klorsulfonska kiselina (HSO3Cl). To je dimeća tekućina koja se primjenjuje kao reagens u reakcijama kloriranja, sulfokloriranja i sulfoniranja.

#### Sumporna kiselina
Sumporna kiselina (H2SO4) je najvažniji spoj sumpora, a već je dugo i najvažnija kiselina uopće. Uporaba joj je raznolika i vrlo velika. Služi za proizvodnju: boje za tekstil, sapuna i deterdženata, vlakana (viskoza, papir i umjetna svila), boja i pigmenata (emajl, linoleum), umjetna gnojiva (fosfatna gnojiva, amonijev sulfat, miješana gnojiva), plastične mase (sintetička guma, celofan), metalurgija (čišćenje čelika i metala), ostali proizvodi (naftni derivati, eksplozivi, akumulatori, lijekovi, insekticidi, laboratorijski reagens).
Električna je vodljivost sumporne kiseline najveća ako je maseni udio 30%. Zato se takva koristi za punjenje akumulatora.
Čista sumporna kiselina je uljasta, bezbojna, gusta, vrlo higroskopna tekućina (upija vlagu). Koncentrirana je kiselina (H2SO4, w=98%), slabo ionizirana, ali se dodatkom vode ionizacija povećava. Jaka je diprotonska kiselina ionizira u dva stupnja i tvori dvije vrste soli.

Pri razrjeđivanju koncentrirane sumporne kiseline oslobađa se mnogo topline pa pri razrjeđivanju kiseline treba uvijek polagano dodavati kiselinu u vodu uz stalno miješanje otopine.

## Utjecaj na okoliš
Industrijskim izgaranjem ugljena i petroleja stvara se sumporov dioksid (SO2), koji u atmosferi reagira s kisikom i vodenom parom te tvori sumpornu kiselinu (H2SO4). Sumporna kiselina je komponenta kisele kiše, koja zagađuje i značajno umanjuje pH vrijednost tla i voda, što često ima pogubne posljedice na okoliš. Novi propisi u proizvodnji fosilnih goriva nalažu ekstrakciju sumpora iz konačnog proizvoda (ugljena, nafte, zemnog plina).

## Zanimljivosti
- Varaždinske toplice su termalno kupalište i lječilište. Litra vode sadrži 7,6 mg sumpora i 1,04 mg fluora. Temperatura vode je 57,4 °C.
- Bjelančevine jaja, kose, dlaka, noktiju, perja, rogova i kopita bogate su sumporom.
- Aktivni vulkani proizvode vulkanske plinove i lavu. Vulkanski plinovi sadrže uglavnom dušik, ugljikov(IV) oksid, klorovodik, fluorovodik, vodik, sumporovodik i vodenu paru. Jako zagrijani sumporovodik iz vulkanskih plinova se u dodiru s kisikom iz zraka oksidira u sumporov(IV) oksid. Nove količine sumporovodika reduciraju nastali sumporov(IV) oksid u elementarni sumpor.
- Spojevi sumpora, aminokiseline cistein i metionin su od životne važnosti u ljudskom metabolizmu, gdje služe u biokemijskim reakcijama.